# Франц Боп
Франц Боп (на немски: Franz Bopp) е германски езиковед, професор в Берлинския университет (1821-64), член на Пруската академия на науките (от 1822). Открива сродни системи на езиците на индогерманското езиково семейство и така открива сравнителното езикознание.

## Трудове
- Über das Conjugationssystem der Sanskritsprache in Vergleichung mit jenem der griechischen, lateinischen, persischen und germanischen Sprache. (За системата на спрежението на санскритския език в сравнение с гръцки, латински, персийски и германските езици) Andreäsche Buchhandlung, Frankfurt am Main, 1816 (дигитализация).
- Ausführliches Lehrgebäude der Sanskrita-Sprache. 1827 (дигитализация).
- Vocalismus, oder sprachvergleichende Kritiken. Berlin, 1836 (дигитализация).
- Über die keltischen Sprachen. Berlin, 1839.
- Über die Verwandtschaft der malaiisch-polynesischen Sprachen mit dem Indogermanischen. Berlin, 1841.
- Über die kaukasischen Glieder des indo-europäischen Sprachstammes. Berlin, 1847.
- Über die Sprache der alten Preußen. Berlin, 1853.
- Vergleichendes Accentuationssystem. Berlin, 1854.
- Über das Albanesische in seinen verwandtschaftlichen Beziehungen. Berlin, 1855.